# François Just Marie Raynouard
François Just Marie Raynouard (Brignoles, 18 settembre 1761 – Passy, 27 ottobre 1836) è stato un tragediografo, avvocato, filologo, traduttore e linguista francese.
Le sue pubblicazioni e traduzioni di opere di trovatori, che proseguono quelle di Sainte-Palaye (1687-1781), sono state essenziali per lo "stile trovatore", e più tardi per quello del félibrige.

## Biografia
Allievo del piccolo seminario d'Aix-en-Provence, poi studente alla facoltà di diritto di questa città, François Raynouard fece parte dell'ordine degli avvocati di Draguignan. Nel 1791 venne eletto sostituto deputato all'Assemblea legislativa. Fu imprigionato sotto il Regime del Terrore nel carcere del’Abbaye per le sue simpatie girondine, esperienza questa che lo porterà a scrivere la tragedia Caton d'Utique (1794). Liberato dopo il 9 termidoro, ritornò nella sua città natale dove riprese con successo la sua professione d'avvocato.
Nel 1803, ottenne il premio di poesia all’Institut de France . Nel 1805, la sua tragedia Les Templiers, piaciuta a Napoleone, riscosse un vivo successo alla Comédie-Française, come pure in libreria, e ciò nonostante le critiche di Geoffroy. Deputato al Corpo legislativo del "Consolato del Primo Impero" dal 1806 al 1814 e rappresentante dei Cento giorni, nel 1807 viene eletto all’Académie française e all’Académie des inscriptions et belles-lettres nel 1816. Nel 1817 fu nominato segretario a vita dell’Académie française.

Nel 1809, il dramma Les états de Blois ou la mort du duc de Guise ("le condizioni di Blois o la morte del duca di Guisa") non venne apprezzato da Napoleone, che lo fece interdire. Alla fine del Primo Impero, Raynouard abbandonò il teatro per consacrarsi alla filologia e allo studio delle lingue del medioevo,  in particolare dell'antico provenzale. Sarà in questo campo, e per le sue ricerche sui trovatori e le corti d'amore, che Raynouard acquisterà fama duratura. Robert Lafont lo presenta, insieme a Honnorat, come uno dei due grandi precursori del Félibrige': 
Ufficiale della Légion d'honneur, nel XVI arrondissement di Parigi, ebbe intitolate una strada e una piazza.. A Brignoles un monumento gli rende omaggio sulla piazza Saint-Pierre presso la sua casa natale, così come un liceo e un viale della città.

## Opere

### Teatro
- Caton d'Utique, tragédie, 1794
- Les Templiers, tragédie, représentée à la Comédie-Française le 24 floréal an XIII (14 maggio 1805)[15]
- Éléonore de Bavière, tragédie, 1805
- Les États de Blois ou la mort du duc de Guise, tragédie, 1809
- Don Carlos, tragedia, non rappresentata
- Débora, tragedia, non rappresentata
- Charles Ier, tragedia, non rappresentata
- Jeanne d'Arc à Orléans, tragedia, non rappresentata

### Poesia
- Socrate au temple d'Aglaure, 1802

### Studi di filologia romanza
- Recherches sur l'ancienneté de la langue romane, Paris, Didot, 1816
- Éléments de la grammaire de la langue romane, 1816
- Grammaire romane, ou grammaire de la langue des troubadours, Paris, Didot, 1816
- Des troubadours et des cours d'amour, Paris, Didot, 1817
- Grammaire comparée des langues de l'Europe latine dans leurs rapports avec la langue des troubadours, 1821
- Choix des poésies originales des troubadours, 6 vol., 1816-1821
- Lexique de la langue des troubadours, 1824
- Nouveau choix des poésies originales des troubadours, 1836-1844
- Lexique roman, ou dictionnaire de la langue des troubadours, 6 vol., Paris, Silvestre, 1838-1844
  - (FR) Tome 1, su books.google.fr. URL consultato il 2 marzo 2013.
  - (FR) Tome 2, A-C, su books.google.fr. URL consultato il 2 marzo 2013.
  - (FR) Tome 3, D-K, su books.google.fr. URL consultato il 2 marzo 2013.
  - (FR) Tome 4, L-P, su books.google.fr. URL consultato il 2 marzo 2013.
  - (FR) Tome 5, Q-Z, su books.google.fr. URL consultato il 2 marzo 2013.
  - (FR) Tome 6, Appendice, vocabulaire, su books.google.fr. URL consultato il 2 marzo 2013.

### Altro
- Histoire du droit municipal en France, sous la domination romaine et sous les trois dynasties, 2 vol., Paris, Sautelet, Mesnier, 1829